# 韓国文学ショートショート
「韓国文学ショートショート」（かんこくふんかくショートショート）とは、クオンが刊行する韓国文学の叢書。2018年開始。
翻訳家のきむふなが「今お勧めする作家の深い余韻と新たな発見を感じさせる短編」を、日本語と韓国語の2言語で紹介。
さらに人気アナウンサーによる韓国語の朗読をYouTubeで聴くことも可能であるため、韓国語学習者には、韓国文学を楽しみながらワンランクアップした韓国語学習を提供できるシリーズとなる。

## ラインナップ
1. 『夜よ、ひらけ』チョン・ミギョン、きむふな訳、2018年10月
2. .『風船を買った』チョ・ギョナン、呉永雅訳、2018年10月
3. .『遠足』チョン・ソンテ 小山内園子 訳、2018年10月
4. .『あの夏の修辞法』ハ・ソンナン、牧瀬暁子訳、2018年10月
5. .『原州通信』イ・ギホ、清水知佐子訳、2018年10月
6. .『宣陵散策』チョン・ヨンジュン、藤田麗子訳、2019年10月
7. .『静かな事件』ペク・スリン、李聖和訳、2019年10月
8. .『私の生のアリバイ』コン・ソノク、カン・バンファ訳、2020年4月
9. .『私たち皆のチョン・グィボ』イ・ジャンウク、五十嵐真希訳、2020年4月
10. .『サパにて』パン・ヒョンソク、きむふな訳、2020年4月
11. .『ダニー』ユン・イヒョン、佐藤美雪訳、2020年7月
12. .『うさぎと潜水艦』朴範信(パク・ポムシン)、齋藤日奈訳、2020年7月
13. .『ハナコはいない』チェ・ユン、朴澤蓉子訳、2021年7月
14. .『ある夜』ユン・ソンヒ、金憲子訳、2021年7月
15. .『ニューヨーク製菓店』キム・ヨンス、崔真碩訳、2021年12月
16. .『白い船』ユン・フミョン、東峰直子訳、2022年4月
17. .『モーメント・アーケード』ファン・モガ、廣岡孝弥訳、2022年4月
18. .『火葬』金薫、柳美佐訳、2023年4月
19. .『僕のルーマニア語の授業』チャン・ウンジン、須見春奈訳、2023年4月
20. .『スプレー』金勁旭、田野倉佐和子訳、2023年10月